# Cophus gibaraensis
Cophus gibaraensis är en insektsart som först beskrevs av Ruíz-baliú och D. Otte 1997.  Cophus gibaraensis ingår i släktet Cophus och familjen syrsor. Inga underarter finns listade i Catalogue of Life.